# Abadía de Pontigny
La abadía de Pontigny es una abadía cisterciense, situada en Pontigny, en el departamento de Yonne, Francia.

## Historia
La abadía es una de las cuatro abadías fundadas a partir del Císter, junto a las abadías de  Claraval, La Fertè y Morimond. Es uno de los puntos de partida del camino francés en la peregrinación por el Camino de Santiago. Santo Tomás Becket se refugió aquí en su exilio huyendo del rey Enrique II de Inglaterra de 1164 a 1166. Cuatro años más tarde moriría asesinado en la catedral de Canterbury, y la abadía se congratuló de haber albergado a un futuro mártir. La reina Adela de Champaña está enterrada aquí. En 1931 la Abadía abrió un ciclo de debates sobre el barroco y otros temas, a los que asistió Eugenio d'Ors.